# Utan eko
Utan eko, original Uten ekko, är en kriminalroman från 2000 av Anne Holt och Berit Reiss-Andersen.
Kriminalkommissarie Hanne Wilhelmsens livspartner Cecilia är död och när Hanne kommer tillbaka efter en tids flykt, från sig själv och sin omgivning, hamnar hon i en mordutredning.
En kändiskock har förgiftats, men hinner inte dö av förgiftningen innan han knivhuggs till döds. Utredningen är illa skött, och flera av Hannes gamla kollegor visar att hon inte är välkommen.